# 지티슈테

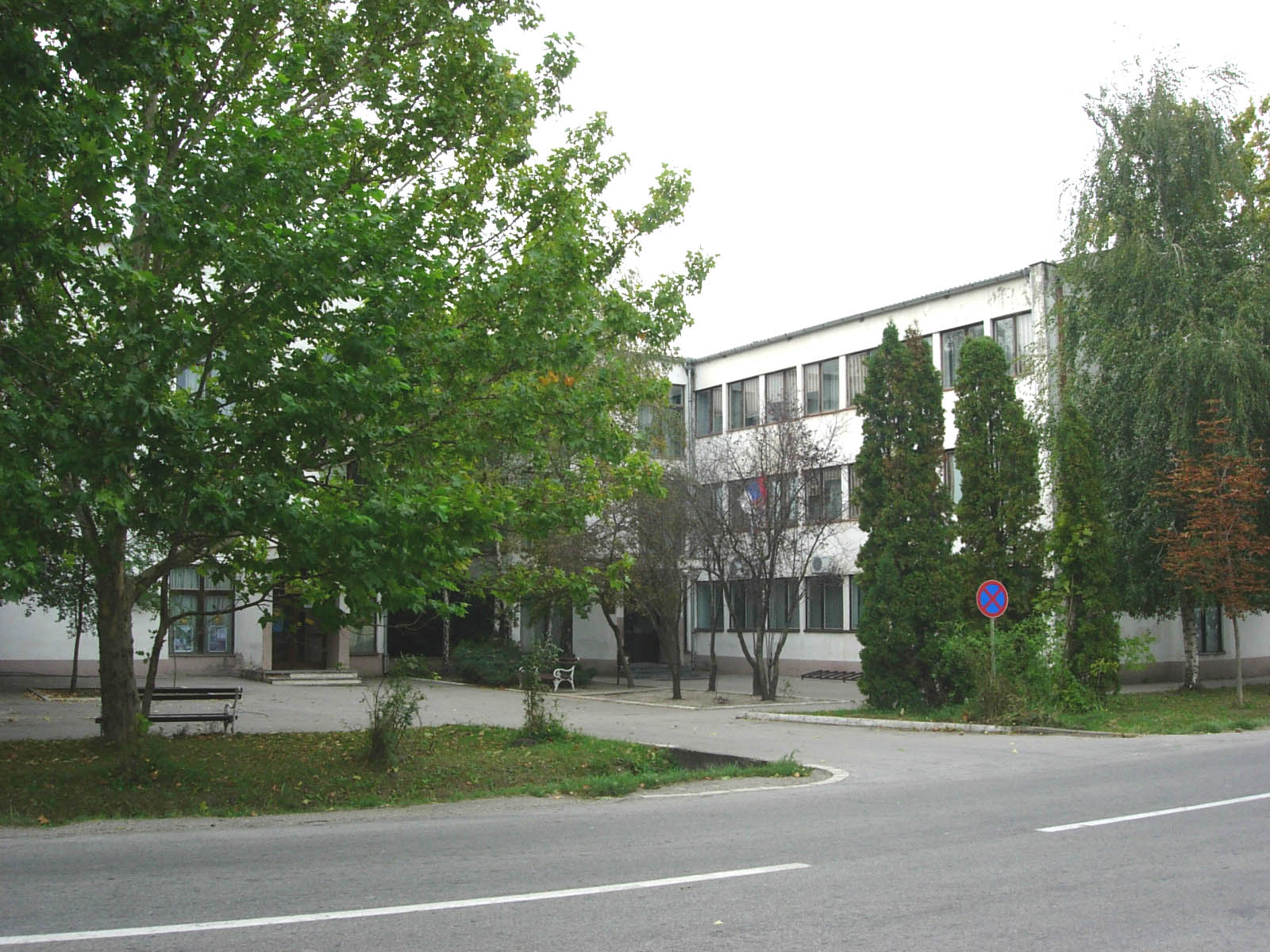
지티슈테

지티슈테(세르비아어: Житиште / Žitište, 루마니아어: Jitişte 지티슈테[*], 독일어: Sankt Georgen an der Bega 장크트게오르겐안데어베가[*], 헝가리어: Bégaszentgyörgy 베거센트죄르지[*])는 세르비아 보이보디나 자치주의 중앙바나트 구에 위치한 도시로 면적은 525km2, 인구는 2,903명(2011년 기준)이다. 헝가리의 지배를 받고 있던 14세기에 신설되었으며 1724년에는 루마니아인, 세르비아인 정착촌이 형성되었다.

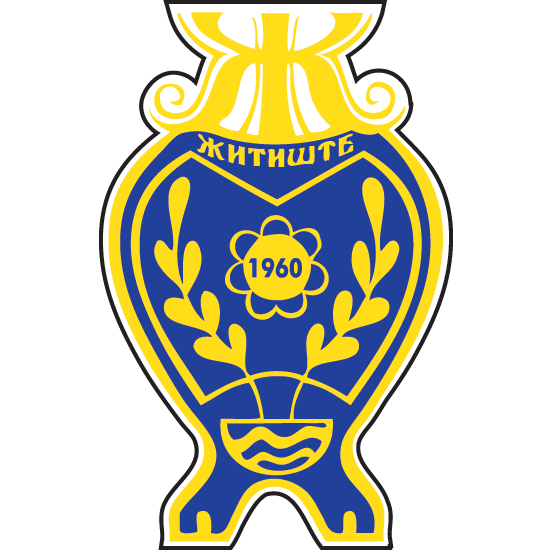
시 문장

## 인구
| 연도  | 인구   | ±% p.a. |
| ----- | ------ | ------- |
| 1948  | 36,375 | —       |
| 1953  | 35,649 | −0.40%  |
| 1961  | 33,514 | −0.77%  |
| 1971  | 29,684 | −1.21%  |
| 1981  | 25,579 | −1.48%  |
| 1991  | 22,811 | −1.14%  |
| 2002  | 20,399 | −1.01%  |
| 2011  | 16,841 | −2.11%  |
| 출처: |        |         |

## 같이 보기
- 중앙바나트구